# Ометени у развоју
Ометени у развоју (енгл. Arrested Development) је амерички ситком који је креирао Мичел Хервиц. Прве три сезоне емитовале су се на каналу Fox у периоду између 2003. и 2006. када је серија отказана. Седам година касније обновио ју је Netflix, који је емитовао две сезоне између 2013. и 2019. године.
Радња серије прати живот дисфункционалне породице Блут, чији се чланови суочавају са финансијским суновратом, пошто је Џорџ Блут, који је глава породице, ухапшен због проневере новца. Неке од карактеристика по којима се серија разликује од већине ситкома јесу одсуство позадинског смеха, употреба нарације, архивских снимака и фотографија, као и интерног хумора, који укључује шале за чије је схватање неопходно континуирано гледање.
Од почетка емитовања 2003. серија је са сваком сезоном наилазила на одличан пријем код критичара и стекла је култни статус, а била је награђена са шест Емија и једним Златним глобусом. Упркос позитивним критикама, мала гледаност довела је до њеног отказивања 2006. године. Гласине о новим сезонама и играном филму кружиле су све до 2011. када је Netflix најавио снимање нове 4. сезоне, која је изашла две године касније.

## Радња
Радња серије прати чланове породице Блут, некада богате породице која наставља да живи расипнички, упркос промењеним околностима. У центру приче је Мајкл Блут (Џејсон Бејтмен), „озбиљни” члан породице који настоји да поступа исправно и одржи породицу на окупу, упркос њиховој материјалистичкој, себичној и манипулативној природи. Мајкл је удовац и самохрани отац. Његов син тинејџер, Џорџ Мајкл (Мајкл Сера), дели његове моралне квалитете, али осећа стални притисак да испуни очекивања свог оца и често оклева да следи његове планове. Такође покушава да се носи са осећањима према својој сестри од тетке, Мејби Функе (Алија Шокат), која су настала након што га је она пољубила у оквиру шале.
Мајклов отац Џорџ Блут Старији (Џефри Тембор) је глава породице и корумпирани грађевински инвеститор који бива ухапшен у првој епизоди. Иако је у затвору, наставља да манипулише породицом и настоји да избегне правду. Његова супруга, и Мајклова мајка, Лусил (Џесика Волтер), немилосрдна је манипулаторка, материјалиста, критичар сваког члана породице и алкохоличарка. Строго контролише свог најмлађег сина, Бастера (Тони Хејл), који има прекомерно академско знање о насумичним темама, али му недостаје емоционална интелигенција и здрав разум. Бастер је „мамин син”, завистан и склон нападима панике.
Мајклов старији брат је Џорџ Оскар Блут II (Вил Арнет), познатији по надимку Џоуб. Он је неуспешни професионални мађионичар чији пословни и лични подухвати обично пропадају или брзо постају незанимљиви. Џоуб је конкурентан према Мајклу и често малтретира Бастера. Мајклова сестра-близнакиња, Линдзи (Порша де Роси), размажена је и материјалистички оријентисана, стално жели да буде у центру пажње и промовише друштвене циљеве из таштине. Удата је за Тобајаса Функеа (Дејвид Крос), бившег психијатра и неуспешног глумца. Тобајас пати од гимнофобије (страха да буде го), а његов говор и понашање често имају хомоеротске конотације којих он није свестан и које су извор великог броја хумористичних момената у серији. Њихова ћерка, Мејби, бунтовна је тинејџерка с израженом склоношћу ка искоришћавању ситуација. Жели да пркоси родитељима ради пажње, а истовремено тежи за моћи, момцима и продубљује свој сложени однос са Џорџом Мајклом.

## Улоге
| Глумац         | Улога                          |
| -------------- | ------------------------------ |
| Џејсон Бејтман | Мајкл Блут                     |
| Порша де Роси  | Линдзи Блут Функе              |
| Вил Арнет      | Џоуб Блут                      |
| Мајкл Сера     | Џорџ Мајкл Блут                |
| Алија Шокат    | Мејби Функе                    |
| Тони Хејл      | Бастер Блут                    |
| Дејвид Крос    | Тобајас Функе                  |
| Џефри Тамбор   | Џорџ Блут                      |
| Џефри Тамбор   | Оскар Блут                     |
| Џесика Волтер  | Лусил Блут                     |
| Рон Хауард     | Наратор/глуми себе у 4. сезони |
| Хенри Винклер  | Бари Закеркорн                 |
| Џон Берд       | глуми себе                     |
| Лајза Минели   | Лусил Остеро                   |
| Меј Витман     | Ен Вил                         |